# Criotettix torulisinotus
Criotettix torulisinotus är en insektsart som beskrevs av Zheng, Z., Z. Wei och B. Liu 1999. Criotettix torulisinotus ingår i släktet Criotettix och familjen torngräshoppor. Inga underarter finns listade i Catalogue of Life.